# Донецький економіко-гуманітарний інститут
Донецький економіко-гуманітарний інститут (ДЕГІ) — вищий навчальний заклад в Донецьку ІІІ-І рівня акредитації. Ліцензія — Ліцензія Міністерства освіти і науки України АВ № 159763, інститут акредитований ІІІ-І рівень (сертифікат РІ № 050088, сертифікат НІ-І № 052420
Створений в 1992 році. Ректор — Палкін Вадим Андрійович.
Професорсько-викладацький склад — 84 чоловік
З них:
академіків — 6;
докторів наук — 5;
професорів — 10;
кандидатів наук — 21;
доцентів — 17.
Аудиторний фонд:
1 корпус
30 аудиторій
6 комп'ютерних класів
сектор дистанційної освіти
лінгафонний кабінет
Кількість студентів — 1254
Освітньо-кваліфікаційні рівні:
Бакалавр (базова вища освіта), строк навчання — 4 роки;
Фахівець, магістр (повна вища освіта), строк навчання — 1 рік
Форма навчання — денна, очно-заочна
Форма оплати — за контрактом

## Структура
- Кафедра міжнародної економіки
- Кафедра бухгалтерського обліку й аудиту
- Кафедра економіки підприємств
- Кафедра маркетингу, менеджменту і фінансів
- Кафедра економічної теорії
- Кафедра прикладної математики й інформаційних технологій
- Кафедра гуманітарних дисциплін
- Кафедра іноземних мов